# Billy Kellock
Billy Kellock (Glasgow, Escocia; 7 de febrero de 1954-Kettering, Inglaterra; 20 de marzo de 2024) fue un futbolista británico que jugó en la posición de centrocampista.

## Equipos
| Periodo   | Club                       |
| --------- | -------------------------- |
| 1971-1973 | Cardiff City FC            |
| 1973-1974 | Norwich City FC            |
| 1974      | Millwall FC                |
| 1974–1976 | Chelmsford City FC         |
| 1976–1979 | Kettering Town FC          |
| 1979–1982 | Peterborough United FC     |
| 1982      | Luton Town FC              |
| 1982–1983 | Wolverhampton Wanderers FC |
| 1983–1984 | Southend United FC         |
| 1984–1985 | Port Vale FC               |
| 1985–1986 | Halifax Town AFC           |
| 1987–1990 | Kettering Town FC          |

## Tras el retiro
Luego de retirarse como futbolista, Kellock fue el jefe de ventas y mercadeo en un Country club cerca de Oakham. Después trabajó como pintor y decorador de interiores. Fue diagnosticado con cáncer de laringe y pidió recaudación de fondos en GoFundMe.
Kellock's murió el 20 de marzo de 2024 a los setenta años.

## Logros

### Club
- Welsh Cup: 1972–73[5]

### Individual
- Equipo Ideal de la Football League Fourth Division: 1980-81, 1981-82[6][7]